# Thomas Sieverts
Thomas Sieverts (* 8. Juni 1934 in Hamburg) ist ein deutscher Architekt und Stadtplaner.

## Werdegang
Nach dem Abitur studierte Sieverts Architektur und Städtebau in Stuttgart, Liverpool und Berlin. Nach erfolgreichem Abschluss seines Studiums im Jahr 1962 war Sieverts für zwei Jahre als Mitarbeiter an der Technischen Universität Berlin tätig. Nach dieser Zeit gründete er zusammen mit seinen Studienkollegen Egbert Kossak und Herbert Zimmermann 1965/66 die Freie Planungsgruppe Berlin (FPB). Ab 1967 lehrte Sieverts Architektur und Städtebau an der Hochschule für Bildende Künste Berlin, an der Harvard University und der Technischen Hochschule Darmstadt. 1978 gründete Sieverts sein eigenes Planungsbüro, das im Jahr 2000 erweitert und in S.K.A.T. Architekten + Stadtplaner umbenannt wurde. 1995 arbeitete Sieverts als Forschungsgelehrter am Wissenschaftskolleg Berlin und prägte dort den Begriff Zwischenstadt. Im selben Jahr wurde ihm auch der Deutsche Städtebaupreis überreicht, 2003 wurde er vom Bund Deutscher Architekten (BDA) für sein Engagement im Gesamtprojekt des Bochumer Westparks ausgezeichnet. Seit 2006 ist er Kurator der Carl Richard Montag Förderstiftung. 2007 wurde Sieverts Mitglied der Sektion Baukunst der Akademie der Künste Berlin. Die Technische Universität Braunschweig verlieh ihm 2010 die Ehrendoktorwürde (Dr.-Ing. E. h.). 2024 verleiht ihm der Bund Deutscher Architekten die Ehrenmitgliedschaft.
Am 4. November 2013 – dem 144. Geburtstag von Fritz Schumacher – wurde Thomas Sieverts im Festsaal des Hamburger Rathauses mit dem Fritz-Schumacher-Preis des Hamburger Senats ausgezeichnet. Der seit 2007 alle drei Jahre vom Senat der Freien und Hansestadt Hamburg an Architekten und Stadtplaner vergebene Preis würdigt Sieverts’ Leistungen auf dem Gebiet des Städtebaus und erinnert gleichzeitig an Fritz Schumachers überragende Bedeutung für die Baukultur und die Stadtentwicklung.
Sieverts lebt und arbeitet in München.

## Projekte

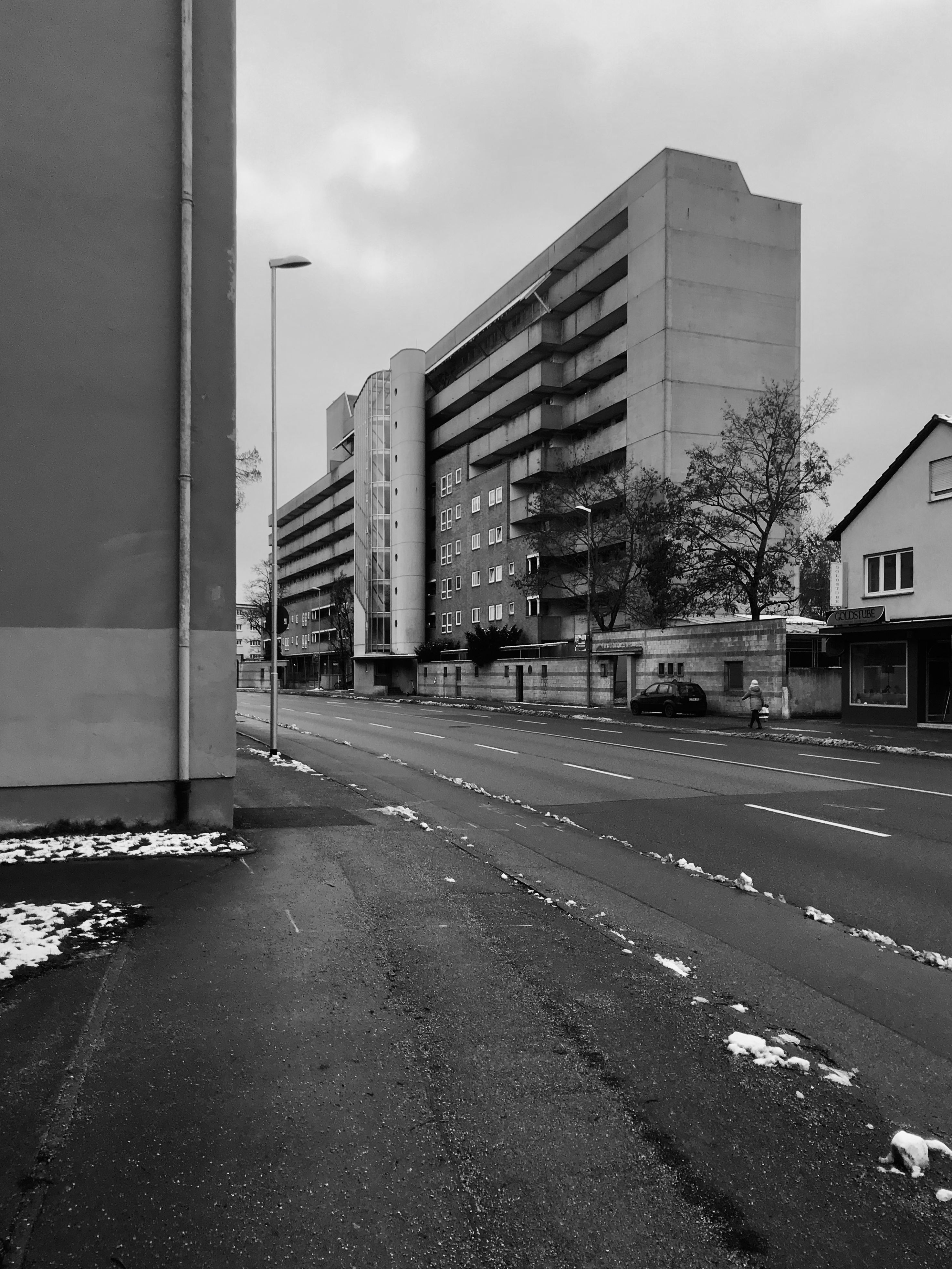
Wohnscheibe Ingolstadt

Thomas Sieverts war maßgeblich an folgenden Projekten beteiligt:
- 1987: Wohnungsbauanlage Aschaffenburg
- 1990: Wohnscheibe Ingolstadt mit Ingenieur Fries + Schittig
- 1997: Bochumer Westpark
- 1997: Neugestaltung Problemsiedlung Dransdorf, Bonn
- 1998: Wohnanlagen Berlin-Karow
- 1998: Zeche Nordstern Gelsenkirchen
- 2003: Neugestaltung Hochhaussiedlung Dransdorf, Bonn

## Schriften
- Das Prinzip Denkmalpflege und seine Erweiterung im Anthropozän. In: Forum Stadt. Vierteljahreszeitschrift für Stadtgeschichte, Stadtsoziologie, Denkmalpflege und Stadtentwicklung. 43. Jahrgang, Heft 2/2016, ISSN 2192-8924, S. 136–145.
- mit Michael Koch, Ursula Stein und Michael Steinbusch: Zwischenstadt – inzwischen Stadt? Entdecken, Begreifen, Verändern. Müller und Busmann, Wuppertal 2005, ISBN 3-928766-72-4.
- mit Lars Bölling (Hrsg.): Mitten am Rand. Auf dem Weg von der Vorstadt über die Zwischenstadt zur regionalen Stadtlandschaft. Müller und Busmann, Wuppertal 2004, ISBN 3-928766-59-7.
- Urbanität und Zwischenstadt. In: Forschungsgruppe Bodenseestadt (Hrsg.): Vision Bodenseestadt. Städtebauforschung zwischen Utopie und Machbarkeitsstudie. VDG, Weimar 2003, ISBN 3-89739-355-7, S. 138–149.
- Fünfzig Jahre Städtebau. Reflexion und Praxis. Stuttgart 2001, ISBN 3-89850-034-9.
- Zwischenstadt, zum Stand der Dinge. In: archithese. Sondernummer, November 2000, S. 6–11.
- Die verstädterte Landschaft – die verlandschaftete Stadt. Zu einem neuen Verhältnis von Stadt und Natur. In: Wolkenkuckucksheim. 4. Jahrgang, Heft 2/99.
- Zwischenstadt. Zwischen Ort und Welt, Raum und Zeit, Stadt und Land. Vieweg, Braunschweig 1997, ISBN 3-528-06118-9.